# Leena Peisa
Leena (Maria) Peisa (* 16. března 1979, Vantaa, Finsko) zvaná Awa je keyboardistka skupiny Lordi. V roce 2005 vystřídala Enary. Do skupiny ji přivedl Kita. Je druhou keyboardistkou ve skupině. Poprvé s Lordi vystupovala na podzim roku 2005 v Rusku.
Je jediná žena ve skupině a také jediná levačka.
Tvrdí o sobě, že je romantička. Tento její názor však z části popírají její oblíbené skupiny, jako Kiss, Depeche Mode, The Rasmus,... Volné chvíle nejraději tráví posloucháním těchto skupin a čtením knížek.
Ještě před Lordi účinkovala ve dvou skupinách – Punaiset Messiaat a Dolchamar.
Na klavír se naučila hrát už v mládí. Základy ji naučili rodiče ještě před nástupem do školy. V sedmi letech ji přihlásili do umělecké školy, kde se naučila noty. První tři roky se učila hrát na klavír a další dva roky na keyboard. Neskládá písně.
Vytvořit pro ni kostým bylo jednoduché. Podobné postavičky si kreslila už za mlada. Tento kostým si poprvé upravila v roce 2008 a následně i v roce 2010. V současnosti[kdy?] má kostým motiv posedlé kouzelnice.